# Gerardo Sacco
Gerardo Sacco (Crotone, 24 maggio 1940) è un orafo, imprenditore, gioielliere e argentiere italiano, fondatore dell'omonima azienda di gioielleria che ha sede a Crotone.

## Biografia
Gerardo Sacco nasce a Crotone il 24 maggio 1940. Ancora adolescente trova lavoro presso un piccolo laboratorio orafo dove scopre la sua vera vocazione: plasmare e modellare l'oro e l'argento.
Dopo aver appreso i fondamenti dell'arte orafa, si reca a Valenza  per migliorare e perfezionare le tecniche e i processi di lavorazione dell'oro.
Tale esperienza lo arricchisce e lo spinge a ritornare nella sua città per fondare la propria “ditta artigianale”.

## L'azienda

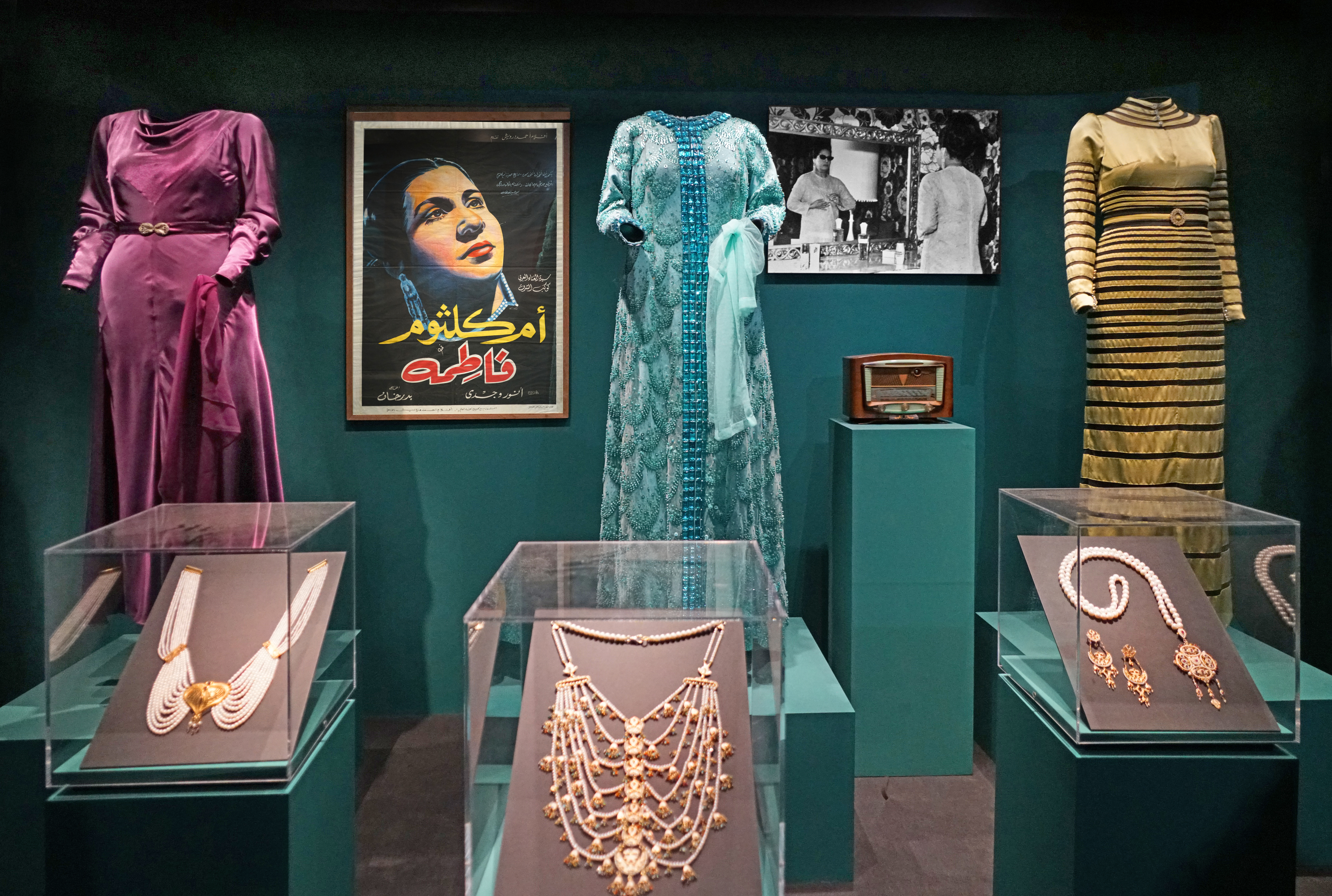
Esposizione di gioielli creati per Looking for Oum Kulthum (در جستجوی ام کلثوم), film iraniano del 2017 diretto da Shirin Neshat.

Nel 1963 inizia la produzione aziendale: all'interno del suo “laboratorio-bottega”, Sacco recupera i processi di lavorazione del passato e si specializza in uno stile che affonda le proprie radici nella cultura magno-greca nonché nella tradizione contadina del Mediterraneo.
Nello stesso anno realizza il suo primo campionario, con il quale conquista il 1º premio alla mostra dell'artigianato orafo di Firenze e l'Oscar dell'Artigianato alla mostra di Sanremo. Questi primi successi nazionali pongono Sacco all'attenzione del settore orafo per prodotti originali e nettamente distintivi, rendendolo oggi l'orafo calabrese più noto in Italia e all'estero, in virtù anche della sua particolare affinità con personaggi della cultura e dello spettacolo. Oltre che nel Complesso del Vittoriano di Roma e all'interno dei Musei Vaticani, i manufatti di Sacco trovano spazio in grandi eventi organizzati da diversi Istituti italiani di cultura all'estero: come quelli di Bruxelles, Lisbona, Copenaghen e Madrid. I suoi gioielli hanno esaltato il fascino femminile di grandi dive in svariate produzioni cinematografiche, teatrali e televisive: da Liz Taylor a Isabella Rossellini e da Monica Bellucci a Elena Sofia Ricci.
Nel 2001 i due figli e la figlia sono entrati nella gestione aziendale.

## Lavori televisivi, cinematografici e teatrali
Gerardo Sacco ha realizzato diverse creazioni per trasmissioni televisive italiane: il "Drago alato" per Domenica in, il "Calice della salute" per Serata d'onore, la "Tigre" per Scommettiamo che...?, gioielli vari per I fatti vostri, la Coppa con i gettoni d'oro per Numero Uno del 1994 con Pippo Baudo e Giancarlo Magalli.
Nel 1986 Franco Zeffirelli gli affida la creazione dei gioielli per il suo Otello, con Katia Ricciarelli e Placido Domingo. Il sodalizio artistico fra i due prosegue nel 1988, per il film “Il Giovane Toscanini”, interpretato da Elizabeth Taylor e Thomas Jowel. Nel 1991 Sacco realizza per il regista fiorentino i gioielli di scena per l'”Amleto”, con Glenn Close, Mel Gibson e Alan Bates. Altri monili firmati Gerardo Sacco per il cinema si ritrovano nei film: “Immortal beloved” con Isabella Rossellini e Gary Oldman del 1994, in “Anna Karenina” con Sophie Marceau del 1997, ed in “Padrona del suo destino” del 1998 con Catherine McCormack e Rufus Sewell Più recentemente ha creato i preziosi ornamenti per il film di Virzì del 2007 “N” Io e Napoleon interpretato da Monica Bellucci.
Sacco ha inoltre creato i gioielli di scena per diversi spettacoli teatrali, tra i quali l'”Aida”, in scena all'Opera di Roma nel 1990, e il “Don Carlos”, con Luciano Pavarotti, in scena alla Scala di Milano nel 1992. Per entrambe le rappresentazioni la regia era del maestro Zeffirelli. Nel 2010 per l'opera moderna “i Promessi Sposi”, regia di Michele Guardì.
Sacco ha operato anche per produzioni televisive, quali Piccolo mondo antico di Cinzia TH Torrini, Orgoglio, interpretato da Elena Sofia Ricci nel 2006 e La freccia nera, miniserie tv del 2007 diretta da Fabrizio Costa; ha creato inoltre il premio per l'EuroVision song contest del 1991.